# لكمة بن عبد الملك

تعديل مصدري - تعديل

لكمة بن عبد الملك هي إحدى قرى عزلة القارة بمديرية رصد التابعة لمحافظة أبين، بلغ تعداد سكانها 86 نسمة حسب تعداد اليمن لعام 2004.